# Oxyurichthys
Genre
Synonymes
- Gobiichthys Klunzinger, 1871[1]
- Oxyurichthus[1]
- Oxyurichthyes[1]
- Oxyurichys[1]
- Oxyuricthyes[1]

Oxyurichthys est un genre de poissons de la famille des Gobiidae.

## Liste d'espèces
Selon World Register of Marine Species (23 décembre 2019) :
- Oxyurichthys amabalis Seale, 1914
- Oxyurichthys auchenolepis Bleeker, 1876
- Oxyurichthys chinensis Pezold & Larson, 2015
- Oxyurichthys cornutus McCulloch & Waite, 1918
- Oxyurichthys formosanus Nichols, 1958
- Oxyurichthys guibei Smith, 1959
- Oxyurichthys heisei Pezold, 1998
- Oxyurichthys lemayi (Smith, 1947)
- Oxyurichthys limophilus Pezold & Larson, 2015
- Oxyurichthys lonchotus (Jenkins, 1903)
- Oxyurichthys microlepis (Bleeker, 1849)
- Oxyurichthys mindanensis (Herre, 1927)
- Oxyurichthys notonema (Weber, 1909)
- Oxyurichthys ophthalmonema (Bleeker, 1856)
- Oxyurichthys papuensis (Valenciennes, 1837)
- Oxyurichthys paulae Pezold, 1998
- Oxyurichthys petersenii (Steindachner, 1893)
- Oxyurichthys petersii (Klunzinger, 1871)
- Oxyurichthys rapa Pezold & Larson, 2015
- Oxyurichthys saru Tomiyama, 1936
- Oxyurichthys stigmalophius (Mead & Böhlke, 1958)
- Oxyurichthys takagi Pezold, 1998
- Oxyurichthys talwari Mehta, Kamla Devi & Mehta, 1989
- Oxyurichthys tentacularis (Valenciennes, 1837)
- Oxyurichthys uronema (Weber, 1909)
- Oxyurichthys viridis Herre, 1927
- Oxyurichthys visayanus Herre, 1927
- Oxyurichthys zeta Pezold & Larson, 2015